# Robert Meyn
Robert Meyn (né le 16 janvier 1896 à Hambourg, mort le 2 mars 1972 dans la même ville) est un acteur allemand.

## Biographie
Fils d'un commerçant, il reçoit de 1911 à 1912 une formation d'acteur au Deutsches Schauspielhaus à Hambourg. Il fait ses débuts en 1914. Il a des engagements à Nuremberg (1918), à Breslau, à Berlin (1926-1927 au théâtre Baranowsky) et à Leipzig (1927). En 1932, il retourne au Schauspielhaus à Hambourg. Il est aussi metteur en scène. De 1942 à 1945, il est l'intendant du Théâtre Thalia de Hambourg.
L'un de ses premiers rôles au cinéma fut celui de beau-père dans Confession d'une pécheresse en 1951 avec Hildegard Knef. Il devient populaire avec la série Percy Stuart.
Lors d'un de ses rares doublages, il prête sa voix à Alec Guinness dans le rôle de Fagin dans Oliver Twist en 1948.
Robert Meyn est l'époux de la chanteuse d'opéra Ilse Koegel. Leur fils Jochen-Wolfgang Meyn est aussi acteur.

## Filmographie
- 1951 : Confession d'une pécheresse
- 1951 : Kommen Sie am Ersten
- 1952 : Klettermaxe
- 1953 : Käpt'n Bay-Bay
- 1953 : Der Schlachtenlenker (TV)
- 1954 : Le Dernier Pont
- 1954 : Im sechsten Stock (TV)
- 1954 : Drei vom Varieté
- 1955 : Louis II de Bavière
- 1955 : Le Général du Diable
- 1955 : Die letzte Nacht der Titanic (TV)
- 1955 : C'est arrivé le 20 Juillet
- 1955 : Drei Väter (TV)
- 1955 : Die Toteninsel
- 1955 : Drei Mädels vom Rhein
- 1956 : Le Diable en personne
- 1956 : L'amour ne meurt jamais
- 1956 : Le Capitaine de Köpenick
- 1956 : Docteur Vlimmen
- 1956 : Anastasia, la dernière fille du tsar
- 1956 : Drei Birken auf der Heide
- 1956 : Jeanne oder Die Lerche (TV)
- 1957 : Glücksritter
- 1957 : Les Confessions de Félix Krull
- 1957 : Bacchus (TV)
- 1957 : Der Richter und sein Henker (TV)
- 1957 : Es wird alles wieder gut
- 1958 : Dr. Crippen lebt
- 1958 : Les Poupées du vice
- 1958 : Infirmière de nuit
- 1958 : L'Ange sale
- 1958 : Grabenplatz 17
- 1958 : Les Souris grises
- 1958 : La Muselière (en)
- 1958 : 13 kleine Esel und der Sonnenhof
- 1958 : Colombe (TV)
- 1959 : Vater, Mutter und neun Kinder
- 1959 : Die sechste Frau (TV)
- 1959 : Die Caine war ihr Schicksal (TV)
- 1959 : Der Mann, der sich verkaufte (de)
- 1959 : Cour martiale
- 1959 : Hallo, Freddy (TV)
- 1959 : Ende des sechsten Stocks (TV)
- 1959 : Kopfgeld (TV)
- 1959 : Et tout le reste n'est que silence
- 1959 : Der zerbrochene Krug (TV)
- 1959 : Affäre Dreyfus (TV)
- 1960 : Hexenschuß (TV)
- 1960 : Der Untergang der 'Freiheit' (TV)
- 1960 : Gäste auf Woodcastle (TV)
- 1960 : Stahlnetz : Verbrannte Spuren (de) (TV)
- 1960-1962 : Am Abend ins Odeon (TV)
- 1961 : Adieu, Prinzessin (TV)
- 1962 : Seelenwanderung (TV)
- 1963 : Der Maulkorb (TV)
- 1963 : Der Hexer (TV)
- 1963 : Orden für die Wunderkinder (TV)
- 1963 : Schwäbische Geschichten: Der Millionär (TV)
- 1964 : Der Mann nebenan (TV)
- 1964 : Doktor Murkes gesammeltes Schweigen (TV)
- 1964 : Der Traum des Eroberers (TV)
- 1964 : König Richard III (TV)
- 1964 : Die Gardine (TV)
- 1964 : Die Cocktailparty (TV)
- 1964 : Schuß in D-Moll (TV)
- 1964 : Der Seitensprung
- 1964 : Sie werden sterben, Sire (TV)
- 1965 : Der arme Mann Luther (TV)
- 1965 : Tabula rasa (TV)
- 1965 : Weekend im Paradies (TV)
- 1965 : Romulus der Große (TV)
- 1965 : Die chinesische Mauer (TV)
- 1965 : Doktor Murkes gesammelte Nachrufe (TV)
- 1965 : Man soll den Onkel nicht vergiften (TV)
- 1965 : Die Tochter des Brunnenmachers (TV)
- 1965 : So gut wie morgen ging es uns nie (TV)
- 1966 : Der Richter von London (TV)
- 1966 : Mohrenwäsche (TV)
- 1966 : Adrian der Tulpendieb (série télévisée)
- 1966 : Graf Kozsibrovszky macht ein Geschäft (TV)
- 1966 : Hinter diesen Mauern (TV)
- 1967 : Der Dreispitz (TV)
- 1967 : Der Schpunz (TV)
- 1967 : Der falsche Prinz (TV)
- 1968 : Was man so die Liebe nennt (TV)
- 1968 : Professor Columbus
- 1968 : Der Nachruf (TV)
- 1968 : Liliomfi (TV)
- 1968 : Gold für Montevasall (TV)
- 1968 : Altaich (TV)
- 1968 : Mördergesellschaft (TV)
- 1969 : Auch schon im alten Rom (TV)
- 1969 : Der vierte Platz (TV)
- 1969 : Sieben Tage Frist (de)
- 1969 : Die Kommode (TV)
- 1969 : Der rasende Lokalreporter (série télévisée)
- 1969 : Friedrich Ebert und Gustav Stresemann, Schicksalsjahre der Republik (TV)
- 1969 : Eine aufregende kleine Frau (TV)
- 1969 : Die Kuba-Krise 1962 (TV)
- 1969 : Der irische Freiheitskampf (TV)
- 1969 : Hotel Royal (TV)
- 1969-1970 : Percy Stuart (série télévisée)
- 1970 : Heintje – Einmal wird die Sonne wieder scheinen (de)
- 1970 : Alle Hunde lieben Théobald: Der falsche Vater (série télévisée)
- 1970 : Pater Brown : Das Duell (série télévisée)
- 1970 : Die Prüfung (TV)
- 1970 : Reineke Fuchs (TV)
- 1971 : Sparks in Neu-Grönland (TV)
- 1971 : Der Schlafwagenkontrolleur (TV)
- 1971 : Annemarie Lesser (TV)
- 1971 : Der Herr Schmidt - Ein deutsches Spektakel mit Polizei und Musik (TV)
- 1971 : Frei nach Mark Twain : Lügner, Dieb und Kindernarr (série télévisée)
- 1972 : Das System Fabrizzi (TV)
- 1972 : Novellen aus dem wilden Westen (série télévisée)